# Bright Computing
Bright Computing, Inc. è un'azienda che sviluppa software per l'implementazione e la gestione di cluster ad alte prestazioni (HPC), cluster di big data e OpenStack nei data center utilizzando il cloud computing.
Bright Computing è stato fondato da Matthijs van Leeuwen nel 2009, che ha fatto girare la società da ClusterVision, che aveva co-fondato con Alex Ninaber e Arijan Sauer. Alex e Matthijs hanno lavorato insieme a Compusys nel Regno Unito, che è stata una delle prime società a costruire commercialmente cluster HPC. Lasciarono Compusys nel 2002 per avviare ClusterVision nei Paesi Bassi, dopo aver stabilito che esisteva un mercato in crescita per la creazione e la gestione di cluster di supercomputer usando componenti hardware e software open source, legati insieme ai propri script personalizzati. ClusterVision ha inoltre fornito servizi di supporto per installazione e consegna per cluster HPC presso università ed enti governativi.
Nel 2004, Martijn de Vries è entrato in ClusterVision e ha iniziato lo sviluppo del software di gestione dei cluster. Il software è stato reso disponibile ai clienti nel 2008, con il nome di ClusterVisionOS v4.
Nel 2009, Bright Computing è stato distribuito da ClusterVision. ClusterVisionOS è stato rinominato Bright Cluster Manager e van Leeuwen è stato nominato CEO di Bright Computing.
Nel 2010, ING Corporate Investments ha investito $ 2,5 milioni in Bright Computing. Nel 2014, Draper Fisher Jurvetson (DFJ) (Stati Uniti), DFJ Esprit (Regno Unito), Prime Ventures e ING Corporate Investments hanno investito $ 14,5 milioni in Bright Computing. A quel tempo, Bright Computing e ClusterVision erano completamente separati.
Nel febbraio 2016, Bright ha nominato Bill Wagner come amministratore delegato. Matthijs van Leeuwen è diventato Chief Strategy Officer e membro del consiglio di amministrazione.